# Парнолистниковые
Парноли́стниковые, или Зигофилловые (лат. Zygophylláceae) — семейство двудольных растений, включающее 26 родов. Среди представителей семейства есть деревья, кустарники и травы. Многие растения — ксерофиты.
В соответствии с системой классификации APG II (2003) семейство Парнолистниковые было отнесено к группе эурозиды I, однако не было включено в какой-либо порядок. В Системе классификации APG III (2009) Парнолистниковые вместе с семейством Крамериевые (Krameriaceae) были помещены в порядок Парнолистникоцветные (Zygophyllales).

## Классификация
Семейство включает в себя 26 родов, разделённых на пять подсемейств, при этом три рода не входят в подсемейства:
- Izozogia G.Navarro
- Metharme Phil. ex Engl.
- Plectrocarpa Gillies ex Hook. & Arn.

Подсемейство Larreoideae  — Ларреевые
- Bulnesia Gay — Бульнезия
- Guaiacum L. — Гваякум
- Larrea Cav. — Ларрея
- Pintoa Gay
- Porlieria Ruiz & Pav. — ПорлиерияПорлиерия

Подсемейство Morkillioideae
- Morkillia Rose & J.H.Painter
- Sericodes A.Gray
- Viscainoa Greene

Подсемейство Seetzenioideae
- Seetzenia R.Br. ex Decne.

Подсемейство Tribuloideae
- Balanites Delile — Баланитес
- Kallstroemia Scop. — Кальстремия
- Kelleronia Schinz
- Sisyndite E.Mey. ex Sond.
- Tribulopis R.Br.
- Tribulus L. — Якорцы, или Якорец

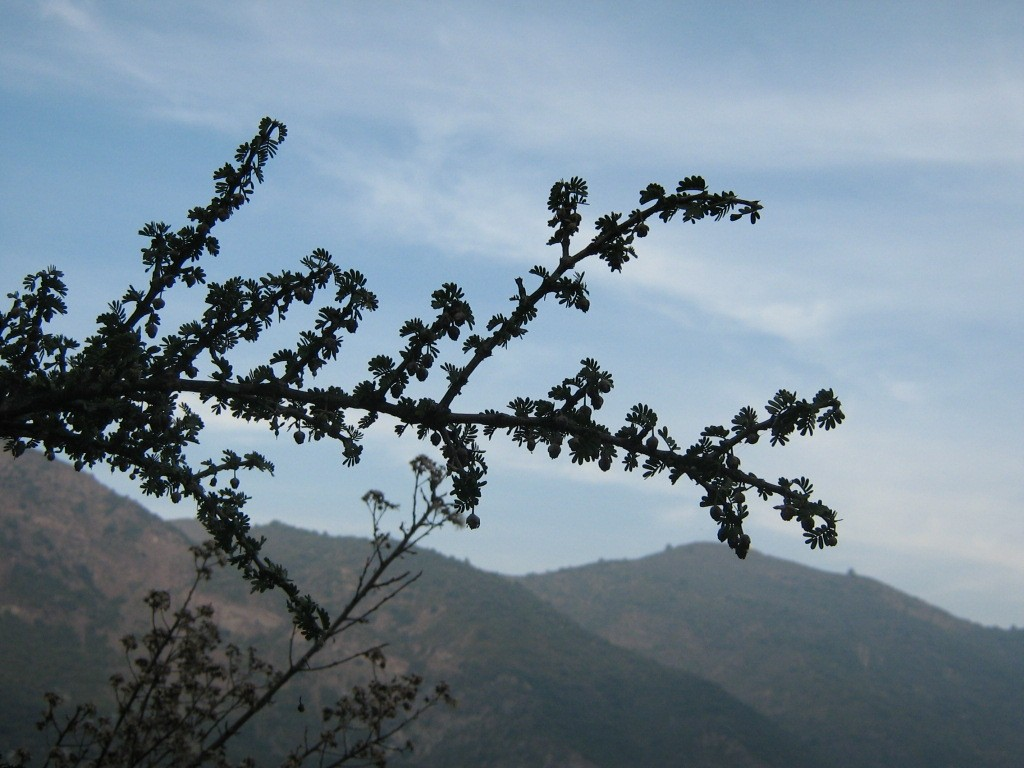
Порлиерия

Подсемейство Zygophylloideae — Парнолистниковые
- Augea Thunb. — Аугея
- Fagonia L. — Фагония
- Melocarpum (Engl.) Beier & Thulin
- Neoluederitzia Schinz
- Roepera A.Juss.
- Tetraena Maxim.
- Zygophyllum L. typus[2] — Парнолистник